# Socket AM4

Chipset X370 obsługuje łączenie kilku kart graficznych poprzez CrossFire lub SLI, jednakże liczba dostępnych linii PCIe zależy od używanego procesora.

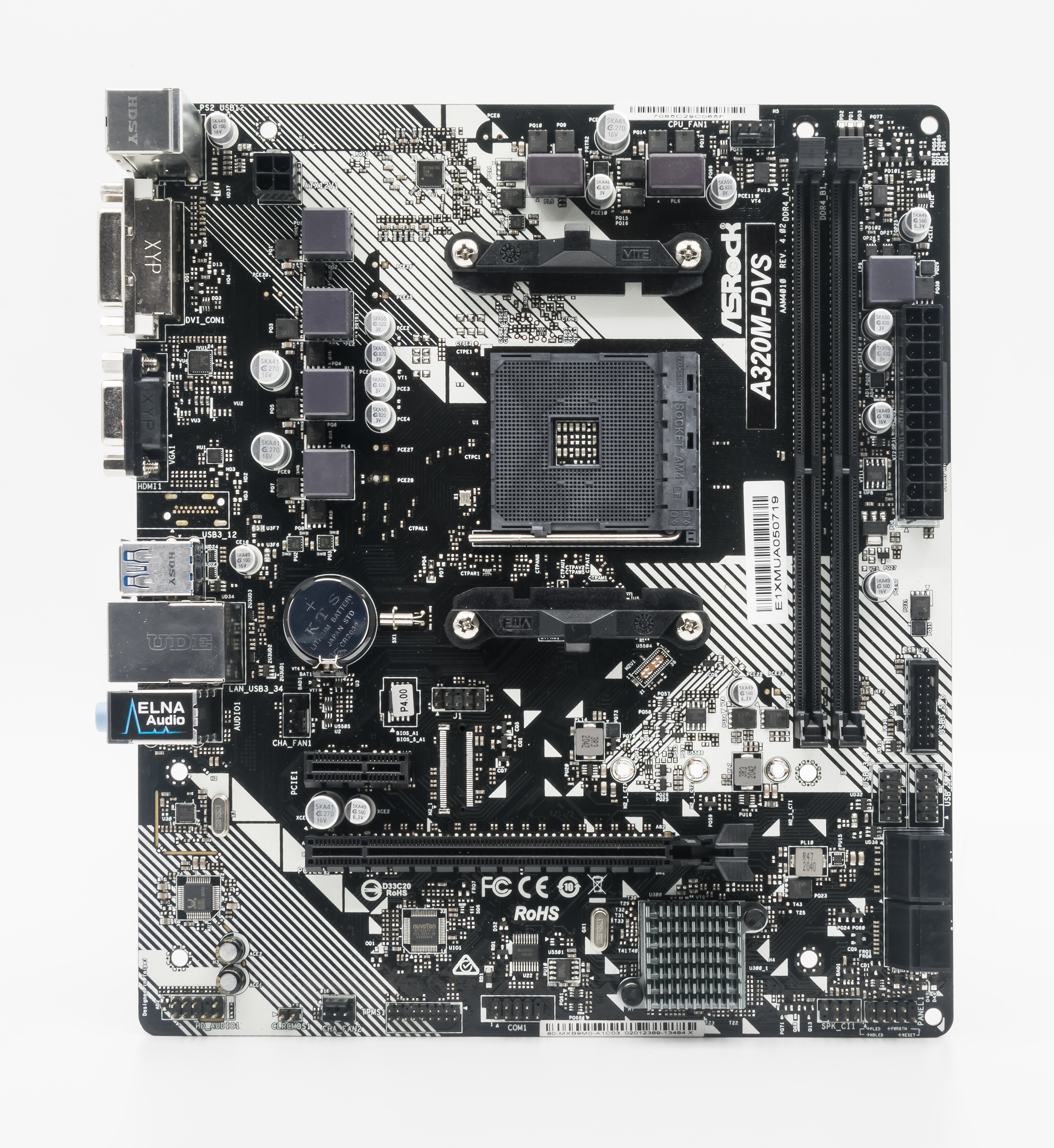
Płyta główna ASRock A320M-DVS ze socketem AM4

Socket АМ4 – gniazdo procesorów typu PGA firmy АМD zaprezentowane w 2016 roku, następca Socketu AM3+. Zostało zaprojektowane dla APU Bristol Ridge, a obecnie jest głównie używane z konsumenckimi procesorami Ryzen.
Posiada 1331 pinów i jest pierwszym gniazdem od AMD obsługującym pamięć DDR4. W przeciwieństwie do poprzednich wersji, gniazdo AM4 nie obsługuje procesorów produkowanych dla gniazd AM3+ i starszych.

## Cechy
Cała platforma oparta na gnieździe AM4 posiada m.in. następujące cechy:
- Wsparcie dla konsumenckich procesorów Ryzen oraz Athlon, jak też dla niektórych APU A-Series i CPU Athlon X4 (Bristol Ridge na mikroarchitekturze Excavator)[3]
- Obsługa PCI Express 3.0 i 4.0[4]
- Obsługa do 4 modułów pamięci DDR4 w konfiguracji dual channel[1].

## Chłodzenie
Gniazdo AM4 ma inne wymiary niż poprzednie gniazda procesorów AMD i z tego powodu część modeli radiatorów poprzedniej generacji nie jest z nim kompatybilna. Jednakże większość producentów zaoferowało stosowne mocowania do swoich starszych radiatorów w celu umożliwienia zamontowania ich również na płytach głównych z gniazdem AM4. Ponadto producenci płyt głównych zastosowali w niektórych swoich modelach dwa rozstawy otworów montażowych: jeden zgodny z AM4, drugi z AM3, pozwalając w ten sposób na zamontowanie nie tylko radiatorów kompatybilnych z AM4, ale też tych starszych, zgodnych z AM3.

## Chipsety
Socket AM4 jest obecnie podstawą dla 8 modeli chipsetów. Jedną z ważniejszych zmian w stosunku do poprzednich generacji gniazd jest przeprojektowany mostek północny i południowy. Zostały one umieszczone bezpośrednio w procesorze, tworząc z niego swoisty SoC. Zmodyfikowanie mostków pozwoliło zwiększyć liczbę linii PCI Express oraz innych interfejsów komunikacyjnych, w których skład wchodzą: NVMe, SATA (2 linie) i USB 3.2 Gen 2 (4 linie).
Obecnie na rynku istnieją 3 generacje chipsetów opartych na gnieździe AM4. Modele rozpoczynające się cyfrą „3” są reprezentantami pierwszej generacji, cyfrą „4” – drugiej, itd.
Poszczególne modele chipsetów różnią się w stosunku do siebie m.in. liczbą linii PCI Express, portów USB, złącz SATA, jak również obsługiwanymi technologiami. Poniżej znajduje się tabela przedstawiająca te różnice.
| Model | Linie PCIe             | Linie PCIe                | CrossFire | SLI | USB: 3.2 Gen 2 + 3.2 Gen 1 + 2.0 | Złącza SATA | RAID     | AMD StoreMI | Precision Boost Overdrive | Przetaktowywanie procesora | TDP   | Segment rynku            |
| Model | Ogólnego przeznaczenia | Do łączności z procesorem | CrossFire | SLI | USB: 3.2 Gen 2 + 3.2 Gen 1 + 2.0 | Złącza SATA | RAID     | AMD StoreMI | Precision Boost Overdrive | Przetaktowywanie procesora | TDP   | Segment rynku            |
| ----- | ---------------------- | ------------------------- | --------- | --- | -------------------------------- | ----------- | -------- | ----------- | ------------------------- | -------------------------- | ----- | ------------------------ |
| A320  | PCIe 2.0 ×4            | PCIe 3.0 ×4               | Nie       | Nie | 1 + 2 + 6                        | 4           | 0, 1, 10 | Nie         | Nie                       | Nie                        | ~5 W  | Entry level              |
| A520  | PCIe 3.0 ×6            | PCIe 3.0 ×4               | Nie       | Nie | 1 + 2 + 6                        | 4           | 0, 1, 10 | Tak         | Nie                       | Nie                        | ~5 W  | Entry level              |
| B350  | PCIe 2.0 ×6            | PCIe 3.0 ×4               | Tak       | Nie | 2 + 2 + 6                        | 4           | 0, 1, 10 | Nie         | Nie                       | Tak                        | ~5 W  | Mainstream               |
| B450  | PCIe 2.0 ×6            | PCIe 3.0 ×4               | Tak       | Nie | 2 + 2 + 6                        | 4           | 0, 1, 10 | Tak         | Tak                       | Tak                        | ~5 W  | Mainstream               |
| B550  | PCIe 3.0/4.0 ×16       | PCIe 3.0 ×4               | Tak       | Nie | 2 + 2 + 6                        | 6           | 0, 1, 10 | Tak         | Tak                       | Tak                        | ~5 W  | Mainstream               |
| X370  | PCIe 2.0 ×8            | PCIe 3.0 ×4               | Tak       | Tak | 2 + 6 + 6                        | 8           | 0, 1, 10 | Nie         | Nie                       | Tak                        | ~5 W  | Performance / Enthusiast |
| X470  | PCIe 2.0 ×8            | PCIe 3.0 ×4               | Tak       | Tak | 2 + 6 + 6                        | 8           | 0, 1, 10 | Tak         | Tak                       | Tak                        | ~5 W  | Performance / Enthusiast |
| X570  | PCIe 4.0 ×16           | PCIe 4.0 ×4               | Tak       | Tak | 8 + 0 + 4                        | 12          | 0, 1, 10 | Tak         | Tak                       | Tak                        | ~15 W | Performance / Enthusiast |